# Дрентельн Олександр Романович
Дренте́льн Олекса́ндр Рома́нович  (рос. Дренте́льн Алекса́ндр Рома́нович; 7 [19] березня 1820, Київ — 15 [27] липня 1888, Київ) — російський державний діяч. Від 13(25) січня 1881 року — Київський, Подільський і Волинський генерал-губернатор, командувач військ Київського військового округу. Генерал-ад'ютант, генерал від інфантерії. Забороняв українським театральним трупам доби театру корифеїв виступати у Києві.
Належав до естляндського дворянського роду. Син командира Одеського піхотного полку Романа Івановича Дрентельна (1773—1836) і Варвари Олександрівни Єропкіної. Ще дитиною втратив матір. Батько залишив службу через втрату зору. Олександра Дрентельна було віддано у малолітнє відділення Олександринського сирітського кадетського корпусу в Царському Селі, звідки переведений до 1-го кадетського корпусу. 16 березня 1838 року з унтер-офіцерів підвищено до прапорщика Лейб-гвардії Фінляндського полку.
У 1845 році в чині штабс-капітана він був затверджений на посаді командира 2-ї карабінерної роти, в якій розпочав службу, і з якою вже капітаном 1849 року брав участь у придушенні Угорського повстання. У березні 1850 року його було призначено виконуючим обов'яхки молодшого штаб-офіцера в Лейб-гвардії Гренадерського полку, куди, з провадженням у полковники, було переведено у серпні того ж року; але тут прослужив він недовго, оскільки у березні наступного року знову переведено до Лейб-гвардії Фінляндського полку. У грудні 1853 року його було затверджено командиром 2-го батальйону в полку, а в травні 1854 року призначено командувачем запасної бригади 12 піхотної дивізії, яка в той час була розташована в Очакові і по березі Чорного моря.
11 листопада 1855 року його було призначено командиром гренадерського ерцгерцога Франца-Карла полку. Цим полком Дрентельн командував менше трьох років, але й за такий порівняно короткий проміжок часу він встиг заслужити хорошу репутацію. Полк стояв у Новгородській губернії, а 1856 року був переведений до Москви для присутності на коронації імператора Олександра II. Потім через рік перейшов у м. Молог Ярославської губернії, а потім і до Москви. На оглядах і маневрах він неодноразово представляв полк імператору, який висловлював йому своє задоволення.
Спадкоємець-цесаревич Олександр Миколайович, який з 1842 по 1844 рік командував 2-ю гвардійською піхотною дивізією, до якої входив Лейб-гвардії Фінляндський полк, командував потім гвардійською піхотою і був головнокомандувачем гвардійським і гренадерським корпусами.
24 квітня 1859 року його було призначено командувачем Лейб-гвардії Ізмайлівським полком; 8 вересня того ж року, за відзнаку по службі його було підвищено до генерал-майора із затвердженням на посаді командира полку. У 1862 році Дрентельна було призначено командувачем 1 гвардійської піхотної дивізії та нагороджено мундиром Лейб-гвардії Ізмайлівського полку.
Залучався до обговорення військової реформи. Дрентельн подавав думку про проект Положення про нездатних нижніх військових чинів, про проект конструкції полкових обозів, про проект Положення про військово-окружні управління, про підстави для нової організації військ, про заходи, запропоновані для визначення забезпечення армійських військ і про новий проект Правил для господарських комітетів у військах гвардії.
Підч ас Польського повстання 1863 року на чолі 1 гвардійської піхотної дивізії його було відправлено до Віленського військового округу, де перебував до 2 жовтня 1863 року і брав участь у боротьби з загонами повстанців в Північно-західному краї, за що Дрентельна було нагороджено орденом св. Станіслава 1 ступеню.
Стає членом спеціального (згодом — головного) Комітету з влаштування та утворення військ, головою якого був великий князь Микола Миколайович. У листопаді 1864 року призначено віцеголовою цього комітету. 30 серпня цього ж року він був призначений до імператорського почту, а 30 серпня 1865 року, - підвищено до генерал-лейтенанта із затвердженням на посаді начальника дивізії.  У 1866 році військовий міністр Дмитро Мілютін просив Дрентельна всебічно обговорити питання про продовольство армії провіантом, приварком і фуражем, перш за розгляд цього питання в Особливому комітеті. У 1867 році призначено помічником великого князя Миколая Миколайовича. Дрентельн займався реформою військового суду та складання військово-судового статуту, потім був головою комітету зі складання положення про школи солдатських дітей і брав участь у комісії, яка обговорювала питання про службові права та переваги нижніх чинів.
6 липня 1867 року отримав звання генерал-ад'ютанта, а потім найвищу милість за звіт про огляд молодих солдатів, що надійшли на укомплектування 1 та 2 гвардійських піхотних дивізій. У 1868 році Дрентельна було призначено головою Особливої комісії при Головному штабі, що займалася організацією місцевого заготівленю хліба і пресування фуражу. 1868 року отримав орден св. Анни 1 ступеню з імператорською короною, 1871 року — св. Володимира 2 ступеню та Білого Орла.
Також Дрентельн практично займався військовою справою зі спадкоємцем-цесаревичем Олександром Олександровичем та великим князем Володимиром Олександровичем. Деякий час він командував дивізією разом із цесаревичем, який у своїй носив звання начальника дивізії, а Дрентельн — командувача нею. У 1869 році Дрентельна було відряджено до Пруссії для присутності на маневрах, де він отримав орден Червоного Орла 1 ступеню.
26 квітня 1872 року його було призначено на посаду командувача військ Київського військового округу. Але доводилося брати участь у подальших роботах петербурзьких комісій: про організацію військ і про військову службу. За праці в цих комісіях Дрентельн у 1873 році отримав найвищу милість і орден св. Олександра Невського. З початком війни з Османською імперією швидко провів мобілізацію та пересування військ Київськогов ійськового округу. 12 серпня 1877 року Дрентельна було призначено начальником військових шляхів діючої армії, за ним також збережена була і колишня його посада, а тимчасове командування військами Київського військового округу було доручено генерал-ад'ютанту Микиті Корсакову. 16 квітня 1878 року отримав звання генерала від інфантерії.
15 веерсня 1878 року призначається шефом жандармів та начальником III відділення. 22 жовтня 1878 року імператором йому було наказано бути присутнім у Державній раді та в Особливій присутності з військової повинності. Крім того, Дрентельна було призначено членом Кавказького комітету, а потім і членом комітету у справах Царства Польського. Протягом 1879 року стикнувся з замахами на князя Дмитра Кропоткіна, на себе, імператора Олександра II.
1880 року після вибуху у Зимовому палаці було прийнято рішення розформувати III відділення. 18 травня 1880 року призначається тимчасовим Одеським генерал-губернатором і командувачем військ Одеського військового округу. Невдовзі запропонував створити історичний архів Новоросійського краю, що було реалізовано лише у 1885 року. Тепер він є складовою Державного архіву Одеської області України. Багато уваги придіялв військам округу.
13 січня 1881 року переводиться на посаду Київського, Подільського та Волинського генерал-губернатора та командувача військ Київського військового округу.
Значні зусилля спрямував на придушення революційних рухів, для чого у травні 1881 року запровадив тимчасове управління з надзвичайними повноваженнями в Черкаському, Канівському, Чигиринському, Звенигородському повітах. Дрентельн широко користувався правом вислання неблагонадійних з Києва «в 24 часа». Скориставшись пільговими умовами, що їх надавав уряд чиновникам для купівлі землі в західних губерніях, він став місцевим поміщиком. За дозволом імператора купив у с.Мала Чернявка Бердичівського повіту Київської губернії (1900 десятин) — конфіскований маєток ростріляних Владислава і Зигмунта Падлевських.
1882 року запропонував скасувати права, надані жидам-ремісникам, скасувати юдеські благодійні установи, заборонити жидам проживати в селах та селах, також у Києві. Ця пропозиція здобула схвалення імператора. Невдовзі отримав діамантові знаки до ордена св. Олександра Невського. 1882 року йому було підпорядковано Чернігівську і Полтавську губернії. 1883 року вимагав аби у статуті Київського земельного банку було чітко визначено, що головою, членами правління та оціночної комісії не можуть бути особи польської та єврейської національностей. Невдовзі ця вимога стала обов’язковою для всіх приватних кредитних установ краю, а національне походження мав засвідчувати генерал-губернатор. Пропозиції О. Р. Дрентельна на обмеження підприємливості жидів були враховані тимчасовими правилами від 3 травня 1882 року, час укладання яких збігся зі створенням губернських комісій з єврейського питання.
Нездатність О. Р. Дрентельна забезпечити виконання положення про земельний устрій сільських чиншовиків 1886 року, змусила його виступити в Державній раді з пропозицією поширити на правобережні губернії дії закону від 3 червня 1882 року, за яким чиншовики та “вольні люди”, мали б право викуповувати свої наділи впродовж тривалішого терміну.
Проводив політику з формування місцевого бюрократичного апарату виключно з чиновників російського походження з повною заміною навіть службовців в установах, підпорядкованих міністерствам внутрішніх справ, фінансів і державних маєтностей. Для масового їх залучення із внутрішніх губерній пропонувалися різноманітні пільги - скорочення термінів служби для отримання чинів, орденів, збереження повних окладів для отримання пенсії та відсоткових надбавок до жалування. Він не сумнівався, що підтримувати будь-які українофільські тенденції стратегічно невигідно для імперії.
На урочистості коронації імператора Олександра ІІІ отримав орден св. Володимира 1 ступеню, 16 березня 1888 року — орден св. Андрія Первозванного.
Помер 15 липня 1888 року під час святкування 900-річчя Хрещення Русі від апоплексичного удару. Наступного дня міська Дума ухвалила встановити на місці сумної події пам'ятний знак. Рівно через рік тут з'явився гранітний обеліск з хрестом за проектом відомого київського архітектора Володимира Ніколаєва. До нашого часу цей незвичний пам'ятник не зберігся.

## Родина
Дружина — Марія Вяткіна, донька Олександра Сергійовича Вяткіна, командира лейб-гвардії Фінляндського полку
Діти: 
- Марія (1864—1961), фрейліна, дружина генерала від інфантерії Івана Романенка
- Варвара (1867-1868)
- Олександр (1868-1925), генерал-майор, командир Преображенського полку